# 志智
志智（1023年—1100年9月14日），辽朝僧人，国舅大丞相楚国王之孙，字普济，本契丹萧氏，世称妙行大师。
生于太平三年（1023年），三岁时不会说话，见邻家设佛像，就合掌而拜，虔敬之至。逢化缘和尚，必令家中以物施舍。经司空辅国大师海山教诲，意欲为僧。及长，赴觉华岛，重熙十三年（1044年），二十四岁，在秦越国大长公主耶律槊古的推荐下，出家受戒，剃度为僧，拜海山为师。精究律部，又学经论，性相兼明。遍游名山，广结胜友。清宁五年（1059年）十月初旬，至燕京，朝廷为之建大昊天寺。咸雍六年（1070年），延寿太傅大师将戒本传授志智大师。大安九年（1083年），在寺中崇建佛塔高二百余尺。寿昌六年（1100年）八月初九圆寂，为僧五十八年。 